# کارل هیتینگ
کارل هیتینگ (هلندی: Karel Heijting; ۱ مهٔ ۱۸۸۳ – ۱ اوت ۱۹۵۱) بازیکن فوتبال اهل هلند بود.